# Berzo San Fermo
Berzo San Fermo é uma comuna italiana da região da Lombardia, província de Bérgamo, com cerca de 1.142 habitantes. Estende-se por uma área de 5 km², tendo uma densidade populacional de 228 hab/km². Faz fronteira com Adrara San Martino, Borgo di Terzo, Entratico, Foresto Sparso, Grone, Vigano San Martino.

## Demografia
| Variação demográfica do município entre 1861 e 2011                               |
|                                                                                   |
| Fonte: Istituto Nazionale di Statistica (ISTAT) - Elaboração gráfica da Wikipedia |